# Europese kampioenschappen zeilwagenrijden 2015
De Europese kampioenschappen zeilwagenrijden 2015 waren door de Internationale Vereniging voor Zeilwagensport (FISLY) georganiseerde kampioenschappen voor zeilwagenracers. De 50e editie van de Europese kampioenschappen vond plaats in het Belgische De Panne en Oostduinkerke van 19 tot 26 september 2015.

## Uitslagen
| klasse        | Goud                | Zilver            | Brons            |
| De Panne      | De Panne            | De Panne          | De Panne         |
| ------------- | ------------------- | ----------------- | ---------------- |
| Standart      | David Denut         | Thierry Kaisin    | Cédric Floc'h    |
| Klasse 2      | Peter Allemeersch   | Henri Demuysere   | Ludovic Wasselin |
| Klasse 3      | Clément Touron      | Antoine Giret     | Amaury lequette  |
| Klasse 5      | Aurélien Morandière | Alban Morandière  | Brice Petit      |
| Miniyacht     | Eric Houvenaghel    | Augustin Descure  | Chris Wright     |
| Oostduinkerke |                     |                   |                  |
| Klasse 8      | Dennis Aalbers      | Mark Van den Berg | Simon Cottard    |

### Dames
| klasse        | Goud               | Zilver            | Brons          |
| De Panne      | De Panne           | De Panne          | De Panne       |
| ------------- | ------------------ | ----------------- | -------------- |
| Standart      | Anne Lefebvre      | Guaiana Dumortier | Alexia Kamoen  |
| Klasse 3      | Marie-Pierre David | Meike Meyer       |                |
| Klasse 5      | Camille Ledet      | Jeanne Zoom       |                |
| Miniyacht     | Lina Bousnane      | Christine Touati  | Barbara Starke |
| Oostduinkerke |                    |                   |                |
| Klasse 8      | Emilie Ravaux      | Annika Grab       | Bianca Roth    |

1963 ·
1964 ·
1965 ·
1966 ·
1967 ·
1968 ·
1969 ·
1970 ·
1971 ·
1972 ·
1973 ·
1974 ·
1975 ·
1976 ·
1977 ·
1978 ·
1979 ·
1980 ·
1981 ·
1982 ·
1983 ·
1984 ·
1985 ·
1986 ·
1987 ·
1988 ·
1989 ·
1990 ·
1991 ·
1992 ·
1993 ·
1994 ·
1995 ·
1996 ·
1997 ·
1998 ·
1999 ·
2000 ·
2001 ·
2002 ·
2003 ·
2004 ·
2005 ·
2006 ·
2007 ·
2009 ·
2010 ·
2011 ·
2013 ·
2015 ·
2016 ·
2017 ·
2019 ·
2020 ·